# L'Irrésistible Jerry
Pour plus de détails, voir Fiche technique et Distribution.
L'Irrésistible Jerry (The Unshrinkable Jerry Mouse) est un cartoon de Tom et Jerry réalisé par Chuck Jones et Maurice Noble, produit par la Metro-Goldwyn-Mayer sorti en 1964.

## Musique
- Eugene Poddany